# We as Human
We as Human — христианская рок-группа из города Нэшвилл, штат Теннесси, основанная в 2006 году.

## Музыка
Группа выпустила свой первый альбом самостоятельно 20 сентября 2006 года с названием Until We’re Dead. Затем группа выпустила EP альбом под названием Burning Satellites EP.Затем они выпустили свой первый основной дебютный EP альбом на лейбле Atlantic Records, который получил название We as Human EP, 25 июня 2013 года, группа выпустила свой первый студийный альбом на Atlantic Records, под названием We as Human

## Дискография

### Студийные ЕР
| Год  | Альбом                                                                                   | Позиция | Позиция  | Позиция |
| Год  | Альбом                                                                                   | Top CHR | Top HEAT |         |
| ---- | ---------------------------------------------------------------------------------------- | ------- | -------- | ------- |
| 2011 | We as Human EP - Релиз: October 4, 2011 - Лейбл: Atlantic - Формат: CD, Digital download | 35      | 27       |         |

### Студийные альбомы
| Год  | Альбом                                                                              | Позиция | Позиция | Позиция  | Позиция | Позиция |
| Год  | Альбом                                                                              | US 200  | Top CHR | Top Rock | Top ALT | Top HR  |
| ---- | ----------------------------------------------------------------------------------- | ------- | ------- | -------- | ------- | ------- |
| 2013 | We as Human - Релиз: Июнь 25, 2013 - Лейбл: Atlantic - Format: CD, Digital download | 66      | 3       | 21       | 13      | 8       |